# Mehring (Bawaria)
Mehring – miejscowość i gmina w Niemczech, w kraju związkowym Bawaria, w rejencji Górna Bawaria, w regionie Südostoberbayern, w powiecie Altötting, wchodzi w skład wspólnoty administracyjnej Emmerting. Leży około 8 km na południowy wschód od Altötting, nad rzeką Alz.

## Polityka
Wójtem gminy jest Josef Wengbauer z CSU, rada gminy składa się z 14 osób.

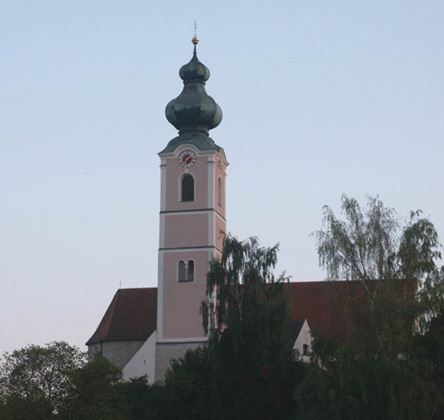
Kościół pw. św. Marcina (St. Martin)

|      | CSU/Niezależni | SPD | FW | Razem |
| 2008 | 8              | 3   | 3  | 14    |
| 2002 | 9              | 3   | 2  | 14    |